# بيل كرانستون
بيل كرانستون (بالإنجليزية: Bill Cranston)‏ هو لاعب كرة قدم بريطاني، ولد في 18 يناير 1942. لعب مع أولدهام أثلتيك ونادي بلاكبول.